# Acrocercops calycophthalma
Acrocercops calycophthalma är en fjärilsart som beskrevs av Edward Meyrick 1926. Acrocercops calycophthalma ingår i släktet Acrocercops och familjen styltmalar. Inga underarter finns listade i Catalogue of Life.